# Prolin
Prolin (förkortas Pro eller P) är kemisk förening med summaformeln C5H9NO2. Ämnet är en av de 20 aminosyrorna som är byggstenar i proteiner. Ämnet tillhör gruppen neutrala, hydrofoba, opolära aminosyror.
Dess uppbyggnad skiljer sig något från de övriga genom att "R(e)-gruppen" även är bunden till amingruppen, detta bidrar till att ge en stabil struktur åt proteinet. Se artikeln för aminosyror.
I den genetiska koden kodas prolin av fyra kodon: CCU, CCC, CCA och CCG. 
Till skillnad från de flesta andra aminosyror har prolin en cyklisk struktur där aminogruppen är bunden till sidokedjan istället för att vara separerad som en fristående grupp. Detta ger prolin en mer kompakt tredimensionell form. Den cykliska strukturen gör också prolins kväve oladdad, vilket skiljer sig från de flesta andra aminosyrorna. Dessa strukturella egenheter påverkar de proteiner som prolin ingår i och hur de veckar sig.
Biosyntesen av prolin sker från aminosyran glutamat via flera steg där enzymer som pyrrolin-5-karboxylatsyntetas och prolinaminotransferas är inblandade. Vitaminet B6 fungerar som en kosymbions i denna process.
Prolin spelar en kritisk roll i strukturen av proteiner, särskilt i kollagen, där den bidrar till att bilda stabila trippelhelixar. Kollagen är ett huvudkomponent i bindväv och utgör en stor del av hud, ben, senor och ligament.
På grund av dess ringstruktur introducerar prolin en "böj" eller "sväng" i polypeptidkedjor, vilket kan påverka proteiners sekundärstruktur, såsom alfa-helixar och beta-sheets.

## I människokroppen
Prolin har flera viktiga funktioner:
Ingår i proteinstrukturer och bidrar till veckning och stabilitet hos proteiner genom sin cykliska struktur.
Antioxidanteffekter där prolins unika struktur kan skydda mot fria radikaler och oxidativ stress.
Kollagenproduktion - prolin är ett nödvändigt byggämne för kollagenfibrerna som ger struktur åt hud, senor och brosk.
Bidrar till produktionen av hyaluronsyra som håller samman kroppen vävnader och leder.
Förbättrar sårläkning och benvävnadsreparation.
Fungerar som osmoprotektant och skyddar celler från låga salthalter.
Prolin kan också omvandlas tillbaka till glutamat, vilket är viktigt för energiutvinning och metabolism under vissa specifika förhållanden.